# سرو تنریف
سرو تنریف (به اسپانیایی: Cerro Tenerife) یک کوه در ونزوئلا است که در مریدا واقع شده‌است. سرو تنریف ۲٬۵۰۰ متر بالاتر از سطح دریا واقع شده‌است. نام این کوه برگرفته از نام شهر تنفریف در اسپانیا است.